# جان فرانسوا ألارد
جان فرانسوا ألارد (بالفرنسية: Jean-François Allard)‏ هو ضابط فرنسي، ولد في 1785 في سان تروبيه في فرنسا، وتوفي في 23 يناير 1839 في بيشاور في باكستان.